# 나미브 사막

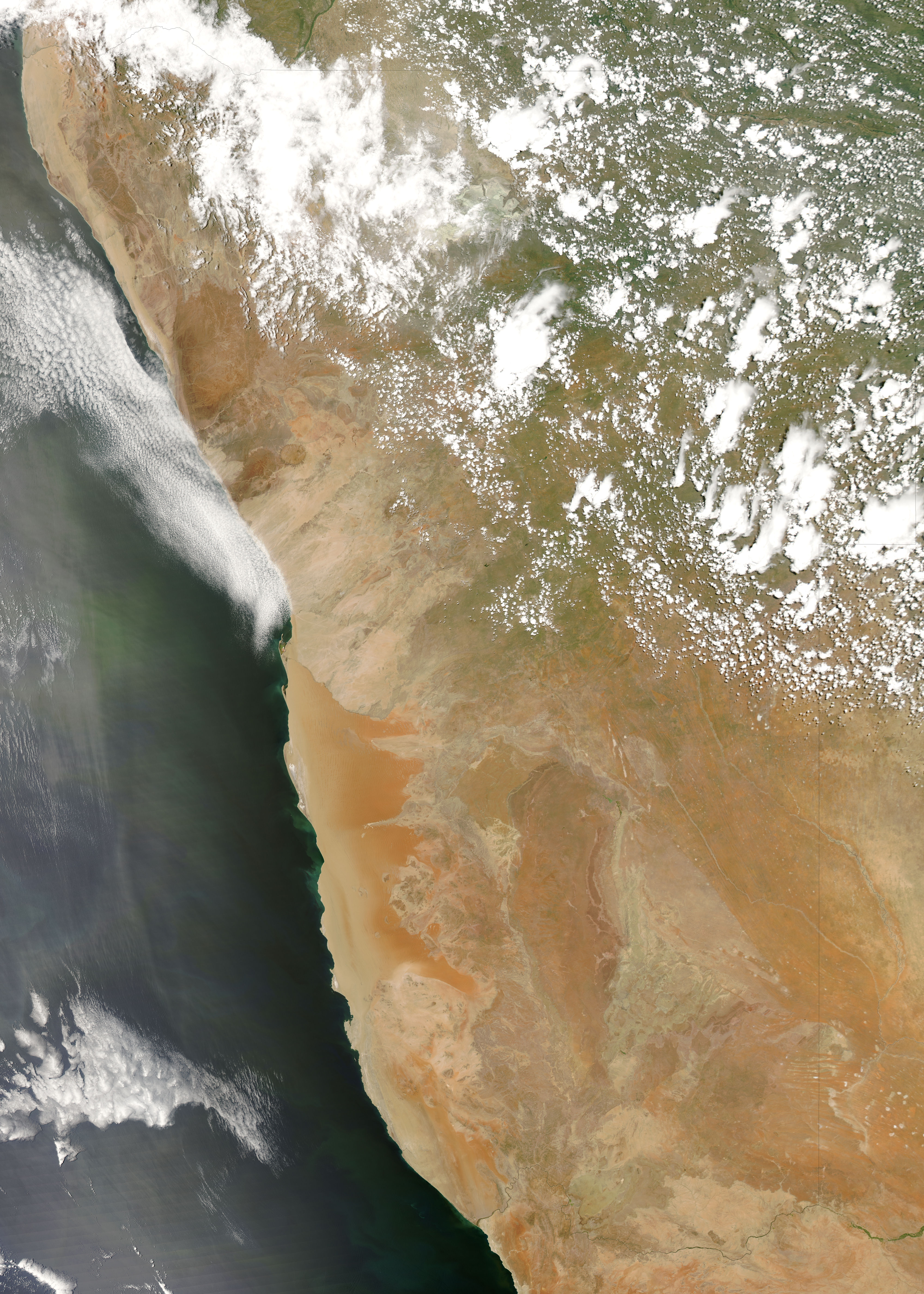
나미브 사막

나미브 사막(Namib Desert)은 나미비아와 앙골라 남부의 사막이다. 면적 80900km2로, 나미비아의 대서양 연안을 따라 1,600km에 걸쳐 발달해 있다. 가장 넓은 정의에 따르면 나미브강은 앙골라, 나미비아, 남아프리카 북서부의 대서양 연안을 따라 2,000km 이상 뻗어 있으며, 앙골라의 카룬잠바 강에서 남쪽으로 나미비아를 거쳐 남아프리카 웨스턴케이프의 올리판츠 강까지 뻗어 있다. 앙골라-나미비아 국경에서 450킬로미터(280마일) 뻗어 있는 나미브족의 최북단 부분은 모카메데스 사막으로 알려져 있으며, 남쪽 부분은 이웃한 칼라하리 사막에 접해 있다. 대서양 연안에서 동쪽으로 나미브 강은 점차 고도가 높아져 내륙으로 200킬로미터(120마일)에 달하는 대절벽 기슭에 이른다. 연간 강수량은 가장 건조한 지역의 경우 2mm(0.079인치)부터 절벽의 경우 200mm(7.9인치)까지 다양하므로 나미브 사막은 남부 아프리카에서 유일하게 진정한 사막이다. 대략 5,500만~8,000만 년 동안 건조 또는 반건조 환경을 견뎌온 나미브 사막은 세계에서 가장 오래된 사막일 수 있으며 세계에서 가장 건조한 지역을 포함하고 있다. 남미 서부의 아타카마 사막만이 나이와 건조도 벤치마크에 도전할 수 있다.
사막의 지질은 해안 근처의 모래 바다로 구성되어 있으며, 내륙에는 자갈 평원과 흩어져 있는 산의 노두가 있다. 사구 중 일부는 높이가 300미터(980피트)이고 길이가 32킬로미터(20마일)에 달하며 중국의 바다인 자라(Badain Jaran) 사막 사구에 이어 세계에서 두 번째로 큰 사구이다. 해안을 따라 기온은 안정적이며 일반적으로 연간 9~20°C(48~68°F) 범위인 반면, 내륙의 기온은 가변적이다. 여름 낮 기온은 45°C(113°F)를 초과할 수 있고 밤에는 영하로 떨어질 수 있다. 차가운 벵겔라 해류와 해들리 세포의 따뜻한 공기의 충돌로 인해 앞바다에서 발생하는 안개는 종종 사막의 일부를 감싸는 안개대를 만든다. 해안 지역은 연간 180일 이상 짙은 안개를 경험할 수 있다. 이것은 스켈레톤 해안에 1000개 이상의 난파선이 흩어져 있는 등 선박에 큰 위험이 되는 것으로 입증되었지만 사막 생활에 필수적인 수분 공급원이다.
나미브에는 북쪽의 오바힘바(Ovahimba)와 오바짐바 헤레로(Obatjimba Herero), 중앙 지역의 톱나르 나마(Topnaar Nama)를 포함한 몇몇 작은 정착지와 토착 목축 집단을 제외하고는 거의 사람이 살지 않는다. 나미브 지역은 오래되었기 때문에 세계의 다른 어느 사막보다 더 많은 고유종의 서식지일 수 있다. 사막 야생동물의 대부분은 물이 거의 없는 절지동물과 기타 작은 동물이지만, 더 큰 동물은 북부 지역에 서식한다. 해안 근처의 차가운 바닷물은 수산 자원이 풍부하고 스켈레톤 해안 사자의 먹이가 되는 갈색물개와 도요새의 개체수를 지원한다. 더 내륙에 있는 나미브-나우클루프트 국립공원(Namib-Naukluft National Park)에는 얼룩말과 기타 대형 포유류가 서식하고 있다. 스켈레톤 해안(Skeleton Coast) 근처의 더 북쪽에는 사자, 코끼리, 코뿔소를 발견할 수 있다. 나미브 외곽 지역은 대부분 초목이 불모지이지만 해안 지역에서는 이끼류와 다육식물이 발견되며 절벽 근처에는 풀, 관목, 임시 식물이 번성한다. 여러 종류의 나무도 극도로 건조한 기후에서 살아남을 수 있다.

## 저명한 장소
- 스바코프문트